# Motasiona
Motasiona is een geslacht van vlinders van de familie pages (Papilionidae), uit de onderfamilie Papilioninae.

## Soorten
- M. bachus (Felder, 1864)
- M. zagreus (Doubleday, 1847)